# Gmina Rokietnica (Powiat Jarosławski)
Die Gmina Rokietnica ist eine Landgemeinde im Powiat Jarosławski der Woiwodschaft Karpatenvorland in Polen. Ihr Sitz ist das gleichnamige Dorf.

## Gliederung
Zur Landgemeinde (gmina wiejska) Rokietnica gehören die Dörfer Czelatyce, Rokietnica, Tapin, Tuligłowy und Wola Rokietnicka mit jeweils einem Schulzenamt (sołectwo).

## Persönlichkeiten
- Stanisław Piniński (1854–1911), Jurist und Politiker, in Rokietnica geboren.